# Polk in Love
Polk in Love – debiutancki album Piotra Polka wydany 2 czerwca 2008 w wytwórni Ql Music.
Wszystkie utwory są w języku angielskim. 22 kwietnia 2009 roku album uzyskał status złotej płyty.

## Utwory na płycie
1. „L.o.v.e.”
2. „It's De-Lovely”
3. „What a Wonderful World”
4. „On the Sunny Side of the Street”
5. „Smile”
6. „Friends”
7. „All the Way”
8. „Fly Me to the Moon”
9. „Learnin' the Blues”
10. „Always on My Mind”

## Sprzedaż
| Oficjalna Lista Sprzedaży OLiS |    |    |    |    |    |    |    |    |    |    |
| Tydzień                        | 01 | 02 | 03 | 04 | 05 | 06 | 07 | 08 | 09 | 10 |
| Pozycja                        | 9  | 20 | 24 | 27 | 25 | 40 | -  | -  | -  | -  |